# Fritz Brix
Friedrich „Fritz“ Brix (* 5. Dezember 1898 in Hadersleben; † 4. Dezember 1969) war ein deutscher Jurist, nationalsozialistischer Kommunalpolitiker und Funktionär während der deutschen Besetzung  Polens im Zweiten Weltkrieg.

## Biografie
1921 wurde Brix an der Christian-Albrechts-Universität zu Kiel mit seiner Dissertation zum Thema Zur Kritik der völkerrechtlichen Lehre der Gesandtenexterritorialität promoviert. Er war in der Zeit des Nationalsozialismus ab 1933 bis 1941 Landrat des ostpreußischen Landkreises Tilsit-Ragnit.
Von Januar 1942 bis 1945 war Brix „ständiger Vertreter“ des Gauleiters Erich Koch im Bezirk Bialystok und damit praktisch Chef der Zivilverwaltung, die unter anderem die Ausschaltung und Ausplünderung der jüdischen Bevölkerung organisierte.
1957 war er Oberverwaltungsgerichtsrat am Oberverwaltungsgericht Lüneburg.

## Schriften
- Tilsit-Ragnit. Stadt und Landkreis. Ein ostpreußisches Heimatbuch, Würzburg 1971 (= Ostdeutsche Beiträge. Aus dem Göttinger Arbeitskreis 50).